# 건탱크
건탱크(Guntank)는 애니메이션 기동전사 건담 등, 건담 시리즈에 등장하는 가공의 병기다.

## 배경 설명
일 년전쟁 직전, 지구 연방군이 지온공국의 모빌 슈트 개발 계획을 입수한 후 급히 차기주력전차계획 RX계획을 변경하여 독자적으로 개발한 지구연방군 최초의 '모빌 슈트'이다.
복잡한 2족 보행기구를 생략하고 전차포와 부무장을 '인간형'의 상반신에 탑재하여서, 이에 실망한 레빌 장군의 말을 빌면 '그냥 탱크'였다. 지구 중력하에서는 신뢰도가 높은 캐터필러 주행방식과 70km에 달하는 야지주행속도와 함께 장사정 실탄병기인 120mm 2연장 저반동포로 상당한 위력을 발휘했다. 우주공간에서의 사용을 위해 추진시스템을 탑재하기는 했으나, 하반신이 없으므로 간략화된 AMBAC기능으로 인해 운동성이 극히 낮았다.
미노프스키-이요네스크형 핵융합로 개발 이전에 개발된 기체로 가스 터빈 엔진과 구식 핵융합로의 이중방식 제네레이터를 탑재하고 있다.(코어 블록 시스템이 추가되는 시점에서 핵융합로로 일원화되었다는 설도 있다.) 기본적으로 원거리 지원형 장비로 생산되었으므로 일 년전쟁 기간 동안 모빌 슈트라기보다는 이동포대로써의 운용이 많았고, 근접전이 되는 경우 상반신의 가동 범위가 낮고 부무장인 40mm 발사기의 위력이 낮아 매우 불리했다.
개전 초기 사이드 7에서 테스트중이던 시제기 4기 중 1기(4호기)를 회수하여 화이트베이스에서 운용하였다. 복좌식 - 조종수와 사격수 -으로 초기 운용되다 류 호세이 소위 전사 이후 개조하여 단좌식으로 운용하게 된다.

## 변형 기체
- RMV-1 건탱크 II : 중무장 전차로 재설계된 형식
- RX-75 양산형 건탱크 : 짐과 마찬가지로 코어 블록 시스템을 생략하고 생산 효율을 올린 기체
- RXR-44　건탱크 R-44 : 기동전사 건담 F91에 등장. 변형가능한 구식 전차형 MS

- 건담 시리즈에 등장하는 병기 일람표